# Centaurodendron
Centaurodendron é um género botânico pertencente à família Asteraceae.